# 陣發混沌

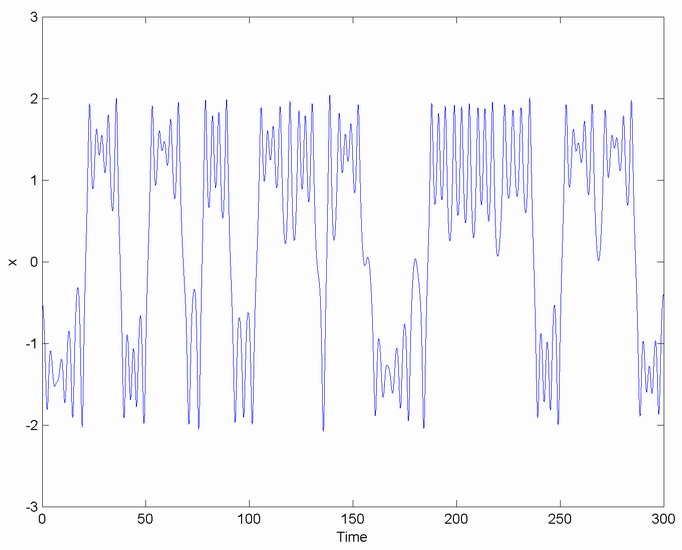
杜芬振子在二個勢能井內之間陣發跳躍的情形，這是危機引發的陣發混沌

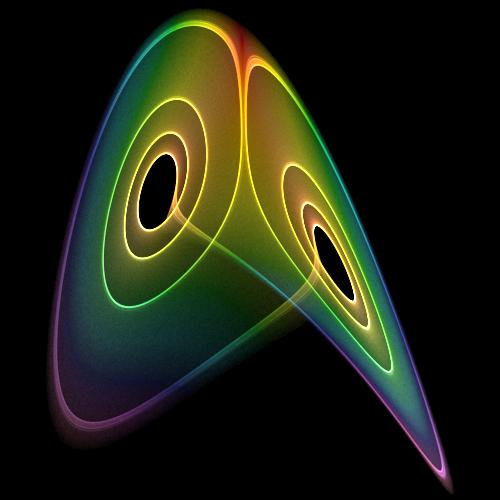
洛伦茨吸引子的陣發混沌特性。系統會有很長的時間在亮色的週期軌道附近，偶爾出現混沌特性，偏離軌道。這是泊姆–曼內維爾動力學（Pomeau–Manneville dynamics）的例子

陣發混沌（intermittency）是动力系统的名詞，是指系統不規則地出現似乎週期性的行為以及混沌行為的情形（泊姆–曼內維爾情境），或是在二種不同的混沌行為之間切換的情形（危機引發的陣發混沌，crisis-induced intermittency） 。
Pomeau和Manneville曾敘述過三種幾乎週期性的系統出現陣發混沌的情形，其狀態空間中，會有不規則地出現混沌的區域。第一類、第二類及第三類分別對應鞍結點分岔、次臨界的霍普夫分岔、以及反向的倍周期分岔。這些看似週期性的運動，其實只是近似週期性，會慢慢的從不穩定的周期点中漂離。最終系統會偏離周期点，開始出現混沌的行為，一直到系統足夠接近周期点為止，又會恢復看似週期性的運動。系統維持在看似週期性運動的時間會靈敏的受到許多因素影響，因此無法預測會持續的時間。
另一種陣發混沌，稱為開關式的陣發混沌（on-off intermittency），是之前橫向穩定，但維度小於嵌入空間的混沌吸引子開始由穩定變不穩定所出現的現象。吸引子軌道內的不穩定軌道會使系統推到鄰近的空間中，在回到吸引子軌道之前會有暫時性的爆發。
危機引發的陣發混沌（crisis-induced intermittency）是指混沌吸引子遇到動態系統中稱為「危機」（Crisis）的現象，有二個或多個吸引子的吸引力盆地（basin of attraction）互相重疊，因此在第一個吸引子上的軌道可能會進入第二個吸引子的吸引力盆地，受第二個吸引子吸引，直到又再進入第一個吸引子的吸引力盆地為止。
陣發混沌常見於湍流流場，或是即將變成湍流的流場。在高度湍流的流場中，陣發混沌會以不規則的耗散動能，以及速度變化量的異常比例來表示。在湍流噴射流或是其他沒有剪力的湍流中，也會出現湍流和非湍流不規則交替出現的情形。在管流及其他有封閉截面的剪力流中，在從層流進展到湍流時，也會有陣發混沌的抽吸情形。在振盪器電路以及化學反應中，也可以看到陣發混沌的行為。

## 外部連結
- Transition to chaos through intermittency （页面存档备份，存于）